# 翁玉
翁玉（1457年—？），字潤之，浙江寧波府慈谿縣人，匠籍，明朝政治人物。

## 生平
順天府鄉試第十七名舉人。弘治九年（1496年）中式丙辰科會試第二百五十一名，二甲第十七名進士。

## 家族
曾祖翁叔謙；祖父翁孟熙；父翁敬，母嚴氏。慈侍下。